# Ortobicúpula pentagonal alongada
Em geometria, a ortobicúpula pentagonal alongada é um dos sólidos de Johnson (J38). Como o nome sugere, pode ser construída alongando-se uma ortobicúpula pentagonal (J30) ao inserir-se um prisma decagonal entre suas metades congruentes. Rotacionando uma das cúpulas em 36 graus antes da inserção do prisma resulta em uma girobicúpula pentagonal alongada (J39).